# Miconia subcordata
Miconia subcordata är en tvåhjärtbladig växtart som beskrevs av Célestin Alfred Cogniaux. Miconia subcordata ingår i släktet Miconia och familjen Melastomataceae. Inga underarter finns listade i Catalogue of Life.